# Токарі (Підляське воєводство)
Токарі (Токари, пол. Tokary) — село в Польщі, у гміні Мельник Сім'ятицького повіту Підляського воєводства. Населення — 163 особи (2011).

## Історія
Вперше згадується наприкінці XV століття як власність Токаревських. Після Другої світової війни багато мешканців Токарів виїхало в СРСР, натомість у селі поселилися поляки.
У 1975—1998 роках село належало до Білостоцького воєводства.

## Демографія
Демографічна структура станом на 31 березня 2011 року:
|          | Загалом | Допрацездатний вік | Працездатний вік | Постпрацездатний вік |
| -------- | ------- | ------------------ | ---------------- | -------------------- |
| Чоловіки | 82      | 13                 | 51               | 18                   |
| Жінки    | 81      | 10                 | 38               | 33                   |
| Разом    | 163     | 23                 | 89               | 51                   |

## Релігія
В урочищі Котерка, що розташоване поблизу Токарів, міститься дерев'яна парафіяльна церква Божої Матері «Всіх Скорб'ящих Радість».